# Svarttjärnen (Hammerdals socken, Jämtland, 703377-147565)
Svarttjärnen är en sjö i Strömsunds kommun i Jämtland och ingår i Indalsälvens huvudavrinningsområde.